# Lilianna Morawiec
Lilianna Ewa Morawiec (* 11. Februar 1961 in Głuszyca) ist eine ehemalige polnische Eisschnellläuferin.

## Werdegang
Morawiec, die für den MKS Zagłębie Lubin startete, wurde im Jahr 1982 polnische Meisterin im Sprint-Mehrkampf und kam bei polnischen Meisterschaften achtmal auf den zweiten Platz sowie zweimal auf den dritten Platz. Zudem siegte sie von 1979 bis 1981 dreimal in Folge bei den polnischen Juniorenmeisterschaften im Mini-Mehrkampf und startete international erstmals in der Saison 1978/79. Dabei lief sie bei den Juniorenweltmeisterschaften 1979 in Grenoble  auf den 11. Platz und bei der Mehrkampfweltmeisterschaft 1979 in Den Haag auf den 24. Rang im Mini-Mehrkampf. In der Saison 1979/80 kam sie bei der 3-Bahnen-Tournee in Inzell im Mehrkampf sowie in Innsbruck über 1500 m jeweils auf den zweiten Platz und bei den Juniorenweltmeisterschaften 1980 in Assen auf den 22. Platz im Mini-Mehrkampf. In den folgenden Jahren belegte sie im Januar 1983 bei der 3-Bahnen-Tournee in Innsbruck den dritten Platz im Mehrkampf, bei der Mehrkampfeuropameisterschaft 1984 in Alma-Ata den 17. Rang im Kleinen Vierkampf und bei ihrer einzigen Teilnahme an Olympischen Winterspielen im Februar 1984 in Sarajevo den 30. Platz über 1500 m, den 15. Rang über 500 m sowie den zehnten Platz über 1000 m. In der Saison 1984/85 erreichte sie Mehrkampfeuropameisterschaft 1985 in Groningen den 16. Platz, bei der Mehrkampfweltmeisterschaft 1985 in Sarajevo den 25. Rang im Kleinen Vierkampf und bei der Sprintweltmeisterschaft 1985 in Heerenveen den 14. Platz. In der folgenden Saison nahm sie an sieben Läufen im Eisschnelllauf-Weltcup teil und errang mit drei neunten Plätzen ihre beste Platzierung in dieser Rennserie. Letztmals international startete sie bei der Mehrkampfeuropameisterschaft 1986 in Geithus, wobei sie den 20. Platz im Kleinen Vierkampf errang.

## Erfolge

### Olympische Spiele
- 1984 Sarajevo: 10. Platz 1000 m, 15. Platz 500 m, 30. Platz 1500 m

### Mehrkampf-Weltmeisterschaften
- 1979 Den Haag: 24. Platz Mini Mehrkampf
- 1985 Sarajevo: 25. Platz Kleiner Vierkampf

### Sprint-Weltmeisterschaften
- 1985 Heerenveen: 14. Platz Sprint-Mehrkampf

### Mehrkampf-Europameisterschaften
- 1984 Alma Ata: 17. Platz Kleiner Vierkampf
- 1985 Groningen: 16. Platz Kleiner Vierkampf
- 1986 Geithus: 20. Platz Kleiner Vierkampf

## Persönliche Bestleistungen
| Disziplin | Zeit        | Datum           | Ort       |
| --------- | ----------- | --------------- | --------- |
| 500 m     | 41,63 s     | 26. März 1983   | Alma-Ata  |
| 1000 m    | 1:23,78 min | 26. März 1983   | Alma-Ata  |
| 1500 m    | 2:10,91 min | 14. Januar 1984 | Alma-Ata  |
| 3000 m    | 4:54,36 min | 12. Januar 1985 | Groningen |
| 5000 m    | 9:00,97 min | 12. März 1983   | Warschau  |